# Xenorma pictifrons
Xenorma pictifrons är en fjärilsart som beskrevs av W. Warren 1907. Xenorma pictifrons ingår i släktet Xenorma och familjen tandspinnare. Inga underarter finns listade i Catalogue of Life.